# USS Narkeeta (YT-133)
USS Narkeeta (YT-133) holownik amerykański z okresu II wojny światowej. Był drugą jednostką noszącą tę nazwę. Stępkę okrętu położono 29 września 1938 w stoczni Mare Island Naval Shipyard w Kalifornii. Został zwodowany 4 maja 1939 i wszedł do służby 16 czerwca 1939.
Przez kolejne siedem lat "Narkeeta" wypełniał rolę holownika i statku przeciwpożarowego w rejonie 11 Dystryktu Morskiego (ang. 11th Naval District). Został przeklasyfikowany na YTM-133 15 maja 1944. Zadeklarowany jako zbędny US Navy po zakończeniu II wojny światowej został skreślony z listy okrętów floty 21 listopada 1946. 2 czerwca 1947 został przekazany Komisji Morskiej (ang. Maritime Commission) w celu rozdysponowania.